# SOKO Donau
SOKO Donau (bzw. SOKO Wien in Deutschland) ist eine österreichische Kriminalserie, die in Zusammenarbeit mit ORF und ZDF entsteht. Der Ableger von SOKO 5113 wurde am 20. September 2005 erstmals auf ORF 1 ausgestrahlt.

## Hintergrund

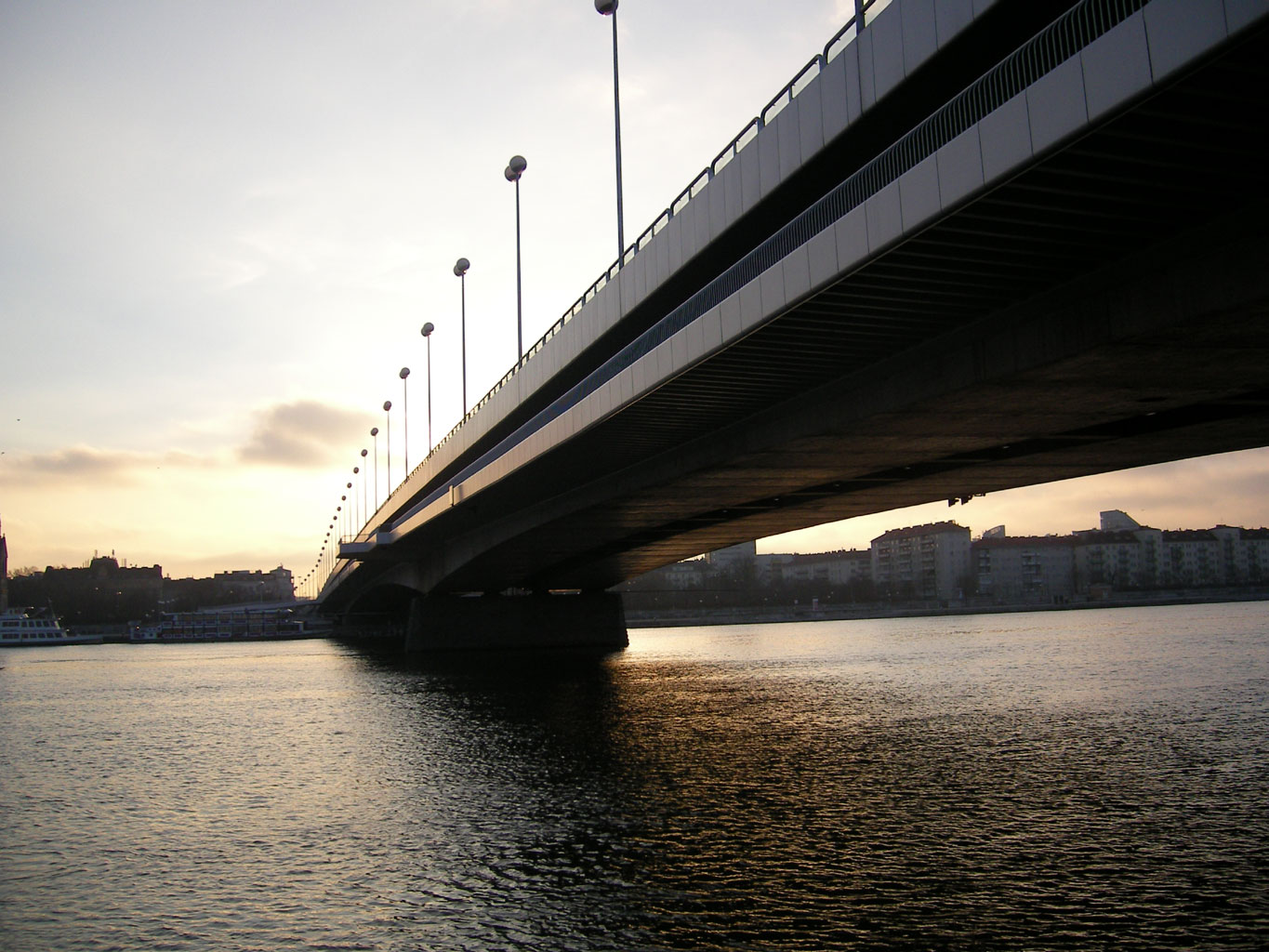
Drehort – Donau bei der Reichsbrücke

Ehemaliges Logo in Österreich

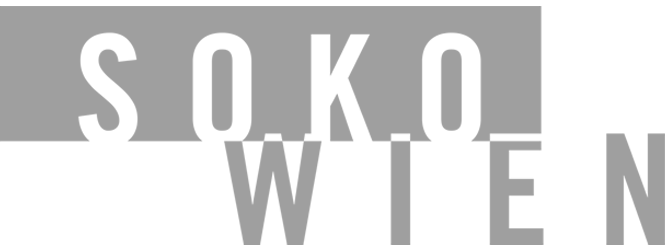
Aktuelles Logo in Deutschland

Die Serie dreht sich um die Wiener Schifffahrtspolizei (See- und Strompolizei). Behandelt die SOKO Kitzbühel vorwiegend Fälle in alpinen Regionen, ist die Wiener SOKO für die Aufklärung und Bekämpfung von Verbrechen zuständig, die an und auf der Donau oder ihren Nebenflüssen begangen werden. Einsatzgebiete der Sonderkommission sind Wien, Nieder- und Oberösterreich sowie das an der Donau liegende grenznahe östliche Ausland. Die Kieberer (Polizisten) agieren donauabwärts etwa bis Bratislava und machen dort den einen oder anderen Straftäter dingfest.
Major Max Herzog, Major Klaus Lechner und Revierinspektorin Penny Lanz bilden das Ermittlerteam der SOKO Donau, die von Oberst Dr. Henriette Wolf geleitet wird. Beheimatet ist die Sonderkommission in der modernen Hauptwache am Wiener Handelskai, gleich neben der Reichsbrücke. Dort ist auch der Verhörraum untergebracht sowie das kriminaltechnische Labor, in dem Gerichtsmedizinerin Dr. Franziska Beck und Spurensicherer Franz Wohlfahrt arbeiten. Oft lösen deren Erkenntnisse die ersten Ermittlungen aus.
Neben der SOKO Leipzig, dem ersten Ableger der Serie SOKO 5113, ist die SOKO Donau eine weitere erfolgreiche SOKO-Serie. Sie wird in 15 Ländern gezeigt, neben den Ausstrahlungen in Deutschland und Österreich auch in Italien unter dem Namen Squadra Speciale Vienna, in Ungarn als Dunai zsaruk und in Tschechien als Říční policie – Vídeň. Die SOKO Donau bzw. SOKO Wien ist eine Koproduktion von SATEL und ALMARO in Zusammenarbeit mit ORF und ZDF, hergestellt mit Unterstützung des Fernsehfonds Austria, des Filmfonds Wien und der Länder Niederösterreich und Oberösterreich.
2008 entstand die 4. Staffel mit Drehorten in Wien, Niederösterreich, Oberösterreich und erstmals auch in der Steiermark. Neben den 15 Episoden gab es einen 90-minütigen Spezialfilm. Die Ausstrahlung der 4. Staffel begann im ORF am 15. Oktober 2008, im ZDF am 17. Oktober 2008. Im darauffolgenden Herbst schlossen sich die im Frühjahr und Sommer 2009 gedrehten 15 Episoden der 5. Staffel an, deren Erstausstrahlung ab dem 13. Oktober 2009 im ORF und ab dem 16. Oktober 2009 im ZDF erfolgte. 2010 wurde die 6. Staffel gedreht, wiederum mit Schauplätzen in Wien, Niederösterreich und Oberösterreich. Die Erstausstrahlung von 11 der 13 Episoden erfolgte im ORF ab 28. September 2010, die der gesamten Staffel im ZDF ab 10. Jänner 2011. Im ORF wurden zwei Episoden der 6. Staffel (Am Limit und Blutsverwandte) im August 2011 gesendet und damit der 7. Staffel vorangestellt. Diese wurde von Anfang April bis Mitte September 2011 gedreht. Die 14 Episoden wurden im ORF im Zeitraum vom 30. August 2011 bis 3. Jänner 2012 gesendet. Im ZDF begann die Ausstrahlung der 7. Staffel am 28. September 2012. Die 8. Staffel wurde von Anfang April bis Mitte Oktober 2012 wieder an Drehorten in Wien, Niederösterreich und Oberösterreich gefilmt. Auf dem Drehplan der achten Saison stand auch die 100. Episode (Familienbande). Am 3. April 2013 begannen die Dreharbeiten für die 9. Staffel mit weiteren 16 Folgen. Die Erstausstrahlung erfolgte am 15. Oktober 2013 in ORFeins in der Primetime.
Das Gebäude der SOKO Donau ist in Wirklichkeit die DDSG-Schiffstation Wien-Praterkai und beherbergt u. a. den Firmensitz der DDSG Blue Danube (Handelskai 265), eine der beiden Folgegesellschaften der DDSG. Das Schifffahrtszentrum dient auch als Entree für Touristen, die von Donau-Kreuzfahrtschiffen aus Wien besuchen, und befindet sich am rechten Ufer flussabwärts nahe der Reichsbrücke. Die Szenen in der Polizeiinspektion (Büro, Labor, Verhörraum, Arrest) werden in diesem Gebäude gedreht.
Am 1. November 2016 wurde SOKO Donau mit der Episode Wir sind viele zum ersten Mal in Spielfilmlänge ausgestrahlt. Dietrich Siegl verließ in der 14. Staffel die Serie, Brigitte Kren trat ab der fünften Episode der Staffel seine Nachfolge an. Im August 2019 wurde bekannt, dass Andreas Kiendl Michael Steinocher ab der 15. Staffel als Ermittler nachfolgen soll.
Am 2. November 2019 wurde die Crossoverfolge Der vierte Mann mit der SOKO Leipzig erstmals im ORF ausgestrahlt, sowie am 8. November 2019 im ZDF. Nach Wir sind viele (2016) zum zweiten Mal in Spielfilmlänge. Das Drehbuch basierte auf einer wahren Geschichte rund um die Kreise der Wiener Geschäftsfrau Rudolfine Steindling, genannt die „Rote Fini“.
Im November 2020 wurde der Ausstieg von Stefan Jürgens bekannt, der seit 2007 in der Rolle des Carl Ribarski zu sehen war. Als sein Nachfolger wurde im März 2021 Martin Gruber vorgestellt, der ab der 17. Staffel die Rolle des Kriminalhauptkommissars Max Herzog übernahm. In der 2023 gedrehten 19. Staffel folgte Max Fischnaller als Forensiker Julius Rubatsch Kriminaltechniker und Spurensicherer Franz Wohlfahrt nach, dargestellt von Helmut Bohatsch.
Gregor Seberg stieg 2017 aus der Serie aus, 2024 kehrte er in seine Rolle als Helmuth Nowak zurück. In der 20. Saison übernahm er die Nachfolge von Oberst Henriette Wolf, dargestellt von Brigitte Kren, die sich in die Pension verabschiedet.

## Figuren

### Hauptfiguren
Penny (Penelope) Lanz

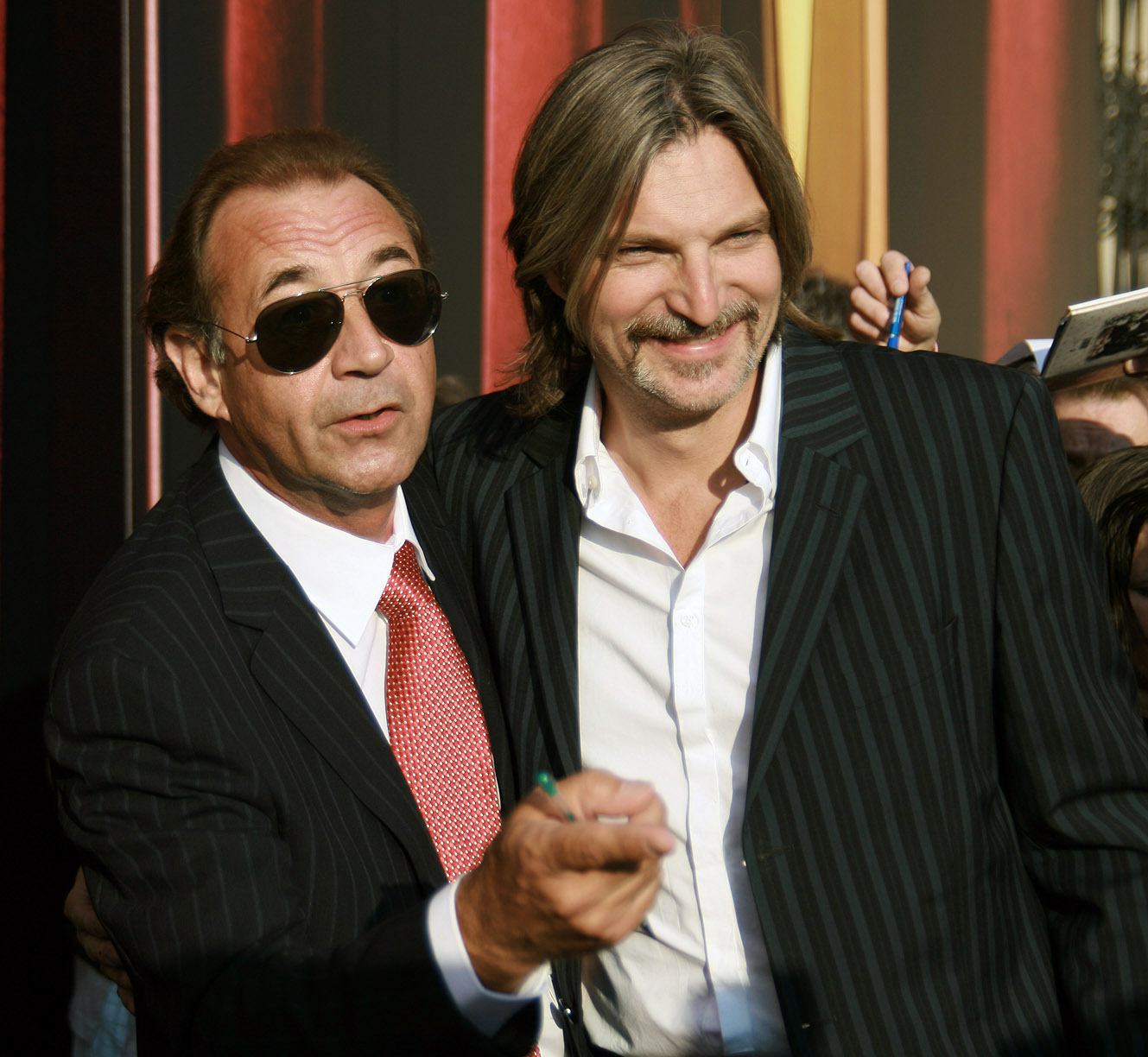
Dietrich Siegl (l., Otto Dirnberger) und Stefan Jürgens (Carl Ribarski) bei der Romy-Verleihung 2009

Revierinspektorin; bei ihrem Einstieg eine Endzwanzigerin, ist das jüngste Kind einer Wiener Großfamilie. Sie gilt als sehr selbstbewusst, schlagfertig und eigenständig; in ihrer Arbeit bei der SOKO ist sie auf die Zusammenarbeit mit der Pathologie und den Kriminaltechnikern spezialisiert.
Dr. Franziska Beck
Rechtsmedizinerin „Franzi“ Beck (44) stammt aus Frankfurt; hat kurz vor dem Wechsel in die Wiener Rechtsmedizin ihre große Liebe verloren und entwickelt im Lauf der Serie eine heimliche Liebe für Helmuth Nowak.
Klaus Lechner (seit 2021)
Klaus Lechner war in Kitzbühel als Ermittler tätig und ließ sich nach Graz in den Innendienst versetzen, um mehr Zeit für die Familie zu haben. Nach rund zehn Jahren Innendienst quittiert er diesen erneut aus familiären Gründen und wechselt nach Wien. Lechner ersetzte Simon Steininger.
Dr. Henriette Wolf (seit 2018)
Oberst Dr. Henriette Wolf ist die Nachfolgerin von Oberst Otto Dirnberger als Führungskraft der SOKO. Wer glaubt, er habe eine kleine, ältere Dame vor sich, die keiner Fliege was zuleide tun kann, irrt sich gewaltig. Denn das Team findet bald heraus, dass seine neue Chefin brillant darin ist, Regeln in ihrem eigenen Sinn auszulegen und ihm damit mehr Aktionsfreiheit zu verschaffen.
Goldfarbener Opel Commodore B mit schwarzem Vinyldach
Genannt "U.S.S. Nowak"! Die Limousine diente lange Jahre als Dienstfahrzeug von Oberstleutnant Helmuth Nowak. Bei seinem Ausscheiden aus der SOKO übergab er das Fahrzeug seinem Kollegen Carl Ribarski, indem er die Autoschlüssel am Flughafen Schwechat – zunächst unbemerkt – in dessen Jackentasche verschwinden ließ. Seitdem nutzte Ribarski das Fahrzeug, wann immer es einen Einsatz außerhalb von Wien gab. Das Baujahr wurde in der Folge „Jausenstation Hödlmoser“ (S 10/ F 8) von Oberstleutnant Nowak selbst mit 1972 angegeben.

### Ehemalige Figuren
Franz Wohlfahrt (2005 bis 2025)
Leiter der Spurensicherung. Weder identisch mit dem gleichnamigen ehemaligen österreichischen Teamtorhüter noch mit dem gleichnamigen österreichischen Manager. Franz und Franzi (die Gerichtsmedizinerin) arbeiten oft eng zusammen, wenn es um die technischen Grundlagen für die Aufklärung der Fälle geht.
Carl Ribarski (2007 bis 2022)
stammt aus Dortmund; seine Polizeikarriere begann an der Akademie, von der aus er zum Bundesnachrichtendienst wechselte; stößt in der dritten Staffel als Major zum Team; war zuvor im Kosovo gegen internationale Kriegsverbrecher im Einsatz, den er nicht zu Ende führen konnte, da seine Partnerin ums Leben kam und ihn dieser Fall nach Wien führte.
Simon Steininger (2017 bis 2021)
Bezirksinspektor Simon Steininger ersetzt zu Beginn der 13. Staffel in der Episode Familie Schweiger Oberstleutnant Helmut Nowak, nachdem dieser nach Kapstadt ausgewandert ist. Er hatte bereits vor seinem ersten Einsatz in der Soko einen Gastauftritt in der Episode Grenzfall, wo er bei einem Mord im Drogenmilieu unter Verdacht geriet. Er wurde beschuldigt, bei seiner Arbeit als verdeckter Ermittler Drogen unterschlagen zu haben. Nachdem sich herausstellte, dass er unschuldig war, und Nowak sich entschied, mit seiner Liebe nach Kapstadt zu gehen, trat Simon Steininger seinen Dienst bei der Soko an. Durch seine Arbeit als verdeckter Ermittler kennt er die Sprache der Straße, und es fällt Simon leicht, das Vertrauen seines Gegenübers zu gewinnen, weil er authentisch, klar und offen ist. Er muss sich zwar erst umgewöhnen, da er nicht wie einst als V-Mann alles selbst entscheiden kann, sondern sich ins Team einfügen muss, doch dann wird er zu einem guten Kollegen an der Seite Carl Ribarskis.
Otto Dirnberger (2005 bis 2018)
ein ernster, gradliniger Oberst, der für die anderen Polizisten eine Autorität darstellt, tritt für die jungen Kollegen oft als Vermittler auf den Plan; ist eher selten am Tatort anzutreffen; es fällt ihm schwer, Regeln zu brechen, was ihn nicht daran hindert, es bisweilen trotzdem zu tun; in der Episode Drei Millionen Tote der sechsten Staffel wurde ihm Franziska Stavjanik als seine Ehefrau Barbara Dirnberger zur Seite gestellt. Sie dachte, er habe einen ungefährlichen Schreibtischposten.
Helmuth Nowak (2006 bis 2017)
Oberstleutnant, Mitte 40, der schon seit seinem 19. Lebensjahr als Kriminalbeamter arbeitet; stammt aus Graz; manchmal etwas zynisch, hat auch einen Hang zum Cholerischen; begann seine Ausbildung unter Otto Dirnberger, der bei der SOKO sein Vorgesetzter ist und mit dem er sich duzt. In der Episode Die Entscheidung geht er der Liebe wegen nach Kapstadt.
Elisabeth Wiedner (2005)
Oberstleutnant und Mutter einer Tochter; war in der ersten Staffel Partnerin von Christian Hennig.
Martin Patuschek (2005, 2014)
Inspektor, später Personenschützer
Christian Hennig (2005 bis 2006)
Deutscher, Ende 30, kommt aus einer wohlhabenden Familie, tritt sehr gepflegt auf und verfügt über umfangreiches Wissen auf allen Gebieten der klassischen Bildung; begann nach einem Archäologiestudium eine Ausbildung als Polizist, kam nach einigen Jahren bei Interpol als Major zur Soko; entspricht bei den Verdächtigen dem typischen Feindbild eines Piefkes.
Ernie Kremser (2005 bis 2008)
die Sekretärin des Teams, arbeitete zumeist mit Oberst Dirnberger zusammen; absolvierte bereits eine Ausbildung als Polizistin, musste aber aus gesundheitlichen Gründen ihre Arbeit im Streifendienst aufgeben und sich in den Innendienst versetzen lassen.
Dr. Julia Trautmannsdorff (2006 bis 2009)
Gerichtsmedizinerin der SOKO; gelernte „summa-cum-laude“-Medizinerin, trat als sehr ehrgeizige, selbstbewusste und manchmal ein wenig überhebliche Person auf.

## Besetzung

### Aktuelle Hauptbesetzung
| Schauspieler    | Rollenname            | Rolle                                | Zeitraum |
| --------------- | --------------------- | ------------------------------------ | -------- |
| Martin Gruber   | Max Herzog            | Kriminalhauptkommissar               | 2022–    |
| Andreas Kiendl  | Klaus Lechner         | Bezirksinspektor                     | 2021–    |
| Lilian Klebow   | Penelope „Penny“ Lanz | Revierinspektorin Gruppeninspektorin | 2005–    |
| Maria Happel    | Dr. Franziska Beck    | Rechtsmedizinerin                    | 2010–    |
| Brigitte Kren   | Dr. Henriette Wolf    | Oberst                               | 2018–    |
| Max Fischnaller | Julius Rabatsch       | Kriminaltechniker                    | 2025–    |

Aktuelle Nebenbesetzung
| Schauspieler | Rollenname      | Rolle            | Zeitraum |
| ------------ | --------------- | ---------------- | -------- |
| Paul Matić   | Dr. Paul Seiler | Oberstaatsanwalt | 2005–    |
| Hary Prinz   | Ernst Kanter    | Oberst des BKA   | 2006–    |

### Ehemalige
| Schauspieler       | Rollenname                | Rolle                       | Zeitraum   |
| ------------------ | ------------------------- | --------------------------- | ---------- |
| Helmut Bohatsch    | Franz Wohlfahrt           | Kriminaltechniker           | 2005–2025  |
| Stefan Jürgens     | Carl Ribarski             | Major                       | 2007–2022  |
| Michael Steinocher | Simon Steininger          | Bezirksinspektor            | 2017–2021  |
| Dietrich Siegl     | Otto Dirnberger           | Oberst                      | 2005–2018  |
| Gregor Seberg      | Helmuth Nowak             | Oberstleutnant              | 2006–2017  |
| Sandra Cervik      | Dr. Julia Trautmannsdorff | Gerichtsmedizinerin         | 2006–2009  |
| Mona Seefried      | Ernie Kremser             | Sekretärin                  | 2005–2008  |
| Bruno Eyron        | Christian Hennig          | Major                       | 2005–2006  |
| Pia Baresch        | Elisabeth Wiedner         | Oberstleutnant              | 2005       |
| Karin Giegerich    | Dr. Andrea Meindl         | Gerichtsmedizinerin         | 2005       |
| Cornelius Obonya   | Schubi                    | Bootsmechaniker             | 2005       |
| Manuel Witting     | Martin Patuschek †        | Inspektor, Personenschützer | 2005, 2014 |

## Regisseure
| Regisseur            | Staffel/Episoden                                                    |
| -------------------- | ------------------------------------------------------------------- |
| Peter Fratzscher     | 1/1–5                                                               |
| Jürgen Kaizik        | 1/6–10                                                              |
| Michel Bielawa       | 2/1–6                                                               |
| Alexander Wiedl      | 2/7–12                                                              |
| Erhard Riedlsperger  | 3/1–4, 4/1–5, 5/11–15, 6/1–4, 7/1–5, 8/1–5, 9/5–8, 10/1–4, 11/13–15 |
| Matthias Steurer     | 3/5–7                                                               |
| Erwin Keusch         | 3/8–12, 4/6–10, 5/1–5                                               |
| Robert Sigl          | 4/11–12, 5/6–10, 7/11–14                                            |
| Christine Wiegand    | 4/13–15, 6/12–13                                                    |
| Fabian Eder          | 6/5–7                                                               |
| Holger Gimpel        | 6/8–11, 7/6–10, 8/12–16, 9/9–12, 10/5–8, 11/1–4                     |
| Holger Barthel       | 8/6–8, 9/1–4, 10/13–16, 11/9–12                                     |
| Manuel Flurin Hendry | 8/9–11, 9/13–16                                                     |
| Olaf Kreinsen        | 10/9–12, 11/5–7, 11/11, 12/9–12, 13/14–17, 14/5–8                   |

## Auszeichnungen
SOKO Donau erhielt 2018 den Ehrenpreis „Rauchfrei-Siegel“, den die Deutsche Krebshilfe „für gesundheitspolitisches Engagement in Film und TV-Medien“ gestiftet hat. Er geht auf eine Initiative der Krebshilfe-Gründerin Mildred Scheel zurück.

## Episodenliste
| Sender      | ORF 1              | ZDF                |
| ----------- | ------------------ | ------------------ |
| 1. Staffel  | 20. September 2005 | 18. Oktober 2005   |
| 2. Staffel  | 19. Juni 2006      | 10. Oktober 2006   |
| 3. Staffel  | 12. September 2007 | 19. Februar 2008   |
| 4. Staffel  | 15. Oktober 2008   | 17. Oktober 2008   |
| 5. Staffel  | 13. Oktober 2009   | 16. Oktober 2009   |
| 6. Staffel  | 28. September 2010 | 14. Jänner 2011    |
| 7. Staffel  | 30. August 2011    | 28. September 2012 |
| 8. Staffel  | 17. Oktober 2012   | 11. Jänner 2013    |
| 9. Staffel  | 15. Oktober 2013   | 10. Oktober 2014   |
| 10. Staffel | 25. November 2014  | 13. Februar 2015   |
| 11. Staffel | 10. November 2015  | 28. Oktober 2016   |
| 12. Staffel | 22. November 2016  | 24. Februar 2017   |
| 13. Staffel | 7. November 2017   | 24. April 2018     |
| 14. Staffel | 13. November 2018  | 15. März 2019      |
| 15. Staffel | 6. Dezember 2019   | 6. Dezember 2019   |
| 16. Staffel | 16. März 2021      | 24. September 2021 |
| 17. Staffel | 21. Juni 2022      | 20. Oktober 2023   |
| 18. Staffel | 3. Oktober 2023    | 5. Januar 2024     |
| 19. Staffel | 4. Februar 2025    | 10. Oktober 2025   |

## DVD-Veröffentlichungen
- 1. Staffel, 17. Februar 2011
- 2. Staffel, 15. April 2011
- 3. Staffel, 16. Juni 2011
- 4. Staffel, 11. August 2011
- 5. Staffel, 13. Oktober 2011
- 10. Staffel, 27. Oktober 2016

## Sonstiges
Im Rahmen eines Flüchtlingssprachprojekts wurde 2016 die Episode Letzte Vorstellung von jungen syrischen Flüchtlingen ins Arabische übersetzt und synchronisiert. Die Premiere der „Soko Danub“ fand am 2. Dezember 2016 im Rahmen des Menschenrechtsfilmfestivals This Human World im Wiener Metrokino statt.